# 比利恰基
50°48′48″N 27°9′9″E / 50.81333°N 27.15250°E
比利恰基（烏克蘭語：Більчаки），是烏克蘭西北部的村莊，隸屬里夫內州的里夫內區。該村處於斯盧奇河畔，始建於1488年，面積1.35平方公里，海拔高度194米，2001年人口354。